# Localidades de Filipinas
Las localidades de Filipinas se refieren a las unidades de gobierno local (en inglés: local government units) al nivel municipal. De estas unidades hay dos tipos: municipio y ciudad. Se gobiernan bajo el Código del gobierno local del 1991 (en inglés: Local Government Code of 1991), que especifica la estructura administrativa y los poderes políticos de los gobiernos municipales. Según los datos de 2006, hay 1509 municipios y 118 ciudades.

## Municipios
Un municipio (en bicolano central: banwaan; en cebuano: lungsod; en filipino: bayan; en hiligueino: banwa; en ilocano: ili; en pampango: balen; a veces munisipyo en filipino, cebuano e hiligueino, munisipio en ilocano o munisípiu en pampango) tiene un cierto nivel de autonomía del gobierno nacional bajo el Código de Gobierno Local de 1991. Tiene personalidad corporativa que le da la habilidad de promulgar políticas y leyes locales y de gobernar sus jurisdicciones. Se puede celebrar contratos y otras transacciones por sus oficiales electos y nombrados y también recaudar impuestos. El gobierno local está encargado de hacer cumplir todas las leyes, sean locales o nacionales. El gobierno nacional ayuda, supervisa y garantiza que el gobierno local no viole la ley nacional. Los gobiernos locales tienen sus propios ramas ejecutivas y legislativas. La rama judicial de la República de las Filipinas también intenta satisfacer las necesidades de las UGLs.

## Ciudades
Todas las ciudades (en cebuano: dakbayan; en filipino: lungsod; en hiligueino: dakbanwa; en ilocano: dakili; en pampango: lakambalen; a veces siyudad en filipino, cebuano e hiligueino y siudad en ilocano y pampango) filipinas son charter cities, que significa que se gobiernan por sus propias cartas además por el Local Government Code of 1991. Se confiere a cada ciudad el poder de tener un distrito y representante del congreso por cada 250.000 de sus habitantes, una fuerza policial, un sello común y el poder de tomar, comprar, recibir, tener, arrendar, transferir y desposeer bienes inmuebles y muebles para el interés general de la ciudad, condenar bienes inmuebles para el uso público (dominio eminente), contratar y ser contratado, demanda y ejercer todos los poderes conferidos por el Congreso. Solo un Acto de Congreso puede crear o poner adición a la carta de la ciudad. Todas las ciudades se da una parte más grande del lote de las rentas internas comparado a los municipios.

## Clasificación por ingresos
Las ciudades filipinas se clasifican de acuerdo con los ingresos medios anuales basados en los cuatro años precedentes. A partir del 28 de julio de 2008, los límites para las clases de ciudades por ingresos son:
| Clase   | Ingresos medios anuales (Millones de pesos filipinos) |
| ------- | ----------------------------------------------------- |
| Primera | 400 o más                                             |
| Segunda | 320 o más pero menos de 400                           |
| Tercera | 240 o más pero menos de 320                           |
| Cuarta  | 160 o más pero menos de 240                           |
| Quinta  | 80 o más pero menos de 160                            |
| Sexta   | Por debajo de 80                                      |